# Rifugio Battaglione Alpini Monte Granero
Il rifugio Battaglione Alpini Monte Granero, spesso indicato semplicemente come rifugio Granero, è un rifugio alpino situato in alta Val Pellice, ai piedi dei monti Granero, Meidassa e Manzol.

## Storia
Fu costruito a partire dal 1926, e venne inaugurato il 22 luglio 1928. La costruzione originale, in muratura a due piani, poteva ospitare 22 persone. Ad inizio XXI secolo è stato restaurato ed ampliato alla capienza attuale; inoltre, nel 2005, è stato dotato di una centralina idroelettrica.

## Caratteristiche
È una costruzione in muratura, a due piani, posta in vicinanza del Lago Lungo, in località Adrech del Laus. Dispone di 48 posti letto; offre servizi di bar, ristorazione e mezza pensione. È dotato di servizi igienici interni ed esterni, docce calde, telefono pubblico e di emergenza, Wi-Fi ed impianto elettrico a 220 V, alimentato da una centralina idroelettrica. Nel periodo di chiusura è aperto il solo locale invernale, che dispone di 6 posti.
si ricorda che nel periodo di apertura stagionale del rifugio, l'utilizzo del bivacco invernale è a discrezione dei gestori.

## Accesso
-ACCESSI DALLA VAL PELLICE:
- Dalla frazione Villanova di Bobbio Pellice si risale per il sentiero sino ad arrivare nella Conca del Pra. successivamente si prosegue attraversando l'intera conca fino ad arrivare a partia d'amount, dove partono i due sentieri (Larici e pietre) che conducono al rifugio.
- Accesso dal Rifugio Barbara Lowrie: 
sempre dalla Val Pellice, si seguono le indicazioni stradali per raggiungere in auto il Rifugio Barbara, dove parte il sentiero che passando per il colle Manzol raggiunge il rifugio.
-ACCESSO DALLA VAL PO:
- Lasciata l'auto a Pian Del Re, si prosegue a piedi sul sentiero, seguendo le indicazioni per il Buco di Viso/Colle Seillierino. una volta raggiunto quest'ultimo vi è un unico sentiero che conduce direttamente al rifugio.
- Lasciata l'auto a Pian Del Re, si prosegue a piedi sul sentiero, seguendo le indicazioni per il Colle Armoine/Colle Manzol.
una volta raggiunto quest'ultimo, non rimane che la discesa per raggiungere il rifugio.
-ACCESSO DALLA VAL VARAITA:
- Partendo da Castello (frazione di Pontechianale), raggiungere il Rifugio Vallanta, salire il colle di Vallanta, il successivo colle Seilliere ed infine scendere da noi.

## Ascensioni
- Monte Granero - 3171 mt
- Monte Meidassa - 3105 mt
- Punta Manzol - 2933 mt
- Monte Agugliassa - 2791 mt
- Monte Barsajas - 2993 mt
- Rocce Fourioun - 3153 mt
- Colle Manzol - 2663 mt
- Colle Seilliere - 2851 mt
- Colle Seillierino - 2884 mt
- Colle Luisas - 3019 mt
- Colle Vittona - 2579 mt

## Traversate
- al rifugio Willy Jervis (1732 mt)
- al rifugio Barbara Lowrie (2373 mt) attraverso il Colle Manzol.
- al rifugio Lago Verde (2583 mt)
- al rifugio Vitale Giacoletti (2741 mt) attraverso il passo Seillierino. Oppure attraverso il Colle Manzol e successivo Colle Armoine. Oppure attraverso il Colle Luisas.
- al Rifugio Quintino Sella (2649 mt) attraverso Seillierino, Manzol o Luisas.
- al Rifugio Vallanta (2450 mt) attraverso il Colle Seilliere e Colle Vallanta.
- al Pian del Re (2020 mt) attraverso il Colle Manzol o Colle Seillierino o Colle Luisas.
- al rifugio Viso (Francia) (2460 mt) attraverso il Colle Seillière o Seillierino.
- a La Monta (Francia) attraverso il Colle Vittona o Colle della Croce.
- a l'Echalp (Francia) attraverso il Colle Vittona o Colle della Croce.

Il rifugio si trova inoltre sul percorso della GTA, Via Alpina, Gran Tour del Monviso, Tour du Pain Sucre.

## Altre attività
Nei dintorni del rifugio è possibile praticare bouldering. L'area Boulder in questiona si trova al fondo del Lago Lungo.
Inoltre, è presente una palestra di arrampicata: la palestra del Lago Lungo che offre una trentina di monotiri dal 5A al 7B+.
infine ci sono una serie di vie alpinistiche attrezzate di più tiri sul Monte Manzol, Monte Agugliassa e Monte Granero.
vi è anche la possibilità di praticare la pesca nel Lago Lungo.